# Urani(III) chloride
Urani(III) chloride là một hợp chất vô cơ có công thức hóa học được quy định là UCl3, có thành phần gồm nguyên tố kim loại thuộc nhóm đất là urani và nguyên tố clo. UCl3 được sử dụng chủ yếu để tái chế nhiên liệu hạt nhân đã qua sử dụng. Urani(III) chloride được tổng hợp theo nhiều cách khác nhau từ urani(IV) chloride. Tuy nhiên, UCl3 ít ổn định hơn UCl4.

## Điều chế
Có hai cách để tổng hợp urani(III) chloride. Các quy trình sau mô tả làm thế nào để sản xuất urani(III) chloride.
- Trong một hỗn hợp NaCl–KCl ở nhiệt độ 670–710 ℃, tạo phản ứng giữa urani(IV) chloride với kim loại urani.

3UCl4 + U → 4UCl3
- Hoặc phản ứng của urani(IV) chloride trong khí hydro.

2UCl4 + H2 → 2UCl3 + 2HCl

## Sử dụng

### Thuốc thử
Urani(III) chloride được sử dụng trong các phản ứng với tetrahydrofuran (THF) và natri metylcyclopentadien để chuẩn bị các phức hợp urani metallocene khác nhau.

### Chất xúc tác
Urani(III) chloride cũng được sử dụng làm chất xúc tác trong phản ứng giữa lithi tetrahydroaluminat(III) (LiAlH4) và olefin để tạo ra các hợp chất alkyl aluminat.

### Dạng Molten
Dạng urani(III) chloride nóng chảy là một hợp chất điển hình trong các quá trình hóa học nhiệt độ cao, vì nó rất quan trọng trong việc tái chế các nhiên liệu hạt nhân đã qua sử dụng. UCl3 thường là hình thức lấy urani làm nhiên liệu đã qua sử dụng trong các quy trình điện phân.

## Hợp chất khác
UCl3 còn tạo một số hợp chất với NH3, như UCl3·NH3 là chất rắn màu xám lục, UCl3·3NH3 là chất rắn màu lục lam, UCl3·7NH3 là chất rắn màu lục nhạt hay UCl3·9NH3 là tinh thể cam nâu.